# Pénéssoulou
Pénéssoulou è un arrondissement del Benin situato nella città di Bassila (dipartimento di Donga) con 19.883 abitanti (dato 2006).